# روبرتو بايلي
روبرتو بايلي (بالإسبانية: Roberto Bailey)‏‏(مواليد 10 أغسطس 1952) هو لاعب كرة قدم. يلعب مع منتخب هندوراس لكرة القدم. سبق له أن لعب في كأس العالم لكرة القدم مع منتخب بلاده.

## وصلات خارجية
- روبرتو بايلي على موقع الاتحاد الدولي (مؤرشف)  (الإنجليزية)
- روبرتو بايلي على موقع قاعدة بيانات كرة القدم.إي يو (الإنجليزية)
- روبرتو بايلي على موقع Soccerway.com (الإنجليزية)
- روبرتو بايلي على موقع عالم كرة القدم.نت (الإنجليزية)